# Rosemarie Precht
Rosemarie „Rosa“ Precht (* 3. Mai 1952; † 31. Januar 1991) war eine deutsche Songschreiberin, Sängerin und Keyboarderin. Bekannt wurde sie durch das gemeinsam mit Reinhold Heil realisierte Musikprojekt Cosa Rosa.

## Leben und Wirken
Precht absolvierte ein Studium der Architektur und arbeitete kurz in einem Architekturbüro in Berlin, ehe sie sich auf die Musik konzentrierte.
1979 und 1980 war sie Mitglied der Insisters und schrieb für sie Songs, die auf der 1981 erschienenen LP Moderne Zeiten zu finden sind. Sie stieg aber schon vor dem Erscheinen der LP aus der Band aus, um ein Angebot von Ulla Meinecke anzunehmen, die damals eine neue Keyboarderin für ihre Tournee suchte. Der Spliff-Schlagzeuger Herwig Mitteregger, 1980 Ulla Meineckes Produzent, schlug Precht für Meineckes Band vor. Zur gleichen Zeit – etwa um 1981 – gehörte Precht auch kurzzeitig der Band von Ina Deter an, mit der sie zusammen ihr Debüt-Album im Studio einspielte.
Reinhold Heil, der Keyboarder und Produzent von Spliff, war von 1976 bis zu ihrem Tod 1991 ihr Lebensgefährte. Überrascht von ihren Kompositionen beschloss Reinhold Heil – parallel zu seiner Arbeit mit Spliff – mit seiner Lebensgefährtin zusammen Musik zu machen. Die beiden gründeten 1982 das Musikprojekt Cosa Rosa. 1983 erschien das Debütalbum Traumstation.
Es folgten noch zwei Alben aus Prechts Feder, die Heil produzierte. Die Singles Gefühle, Millionenmal und In meinen Armen wurden kleinere Radiohits. 
1987 erkrankte Precht an Magenkrebs. Das Arbeiten an neuen Songs war nur noch sporadisch, Auftritte im Fernsehen gar nicht mehr möglich. Trotzdem entstanden in dieser Zeit noch einige Lieder, die zwar fertig geschrieben, aber nicht mehr fertig produziert wurden. Ende der 1980er-Jahre vermeldete dann auch die Presse, dass es Rosemarie Precht gesundheitlich nicht gut gehe. Sie starb am 31. Januar 1991 an den Folgen dieser Krankheit. Rosemarie Precht wurde im niedersächsischen Walsrode, Ortsteil Benzen, im Grab ihrer Angehörigen beigesetzt.

## Diskografie

### Cosa Rosa
Studioalben
- 1983: Traumstation (Columbia/Sony)
- 1985: Kein Zufall (Columbia/Sony)
- 1986: Cosa Rosa (Columbia/Sony)

Kompilationen
- 2006: Millionenmal (Sony BMG)

EPs
- 1986: Cosa Rosa

Singles
- 1983: Rosa auf Hawaii
- 1983: Im freien Fall
- 1984: Gefühle
- 1985: Millionenmal
- 1985: Riesenrad
- 1985: In meinen Armen
- 1986: Puppe kaputt
- 1987: Was ich will

### Kollaborationen
Mit Ulla Meinecke
- 1980: Überdosis Großstadt
- 1981: Nächtelang
- 1983: Wenn schon nicht für immer, dann wenigstens für ewig

Mit Insisters
- 1981: Moderne Zeiten (CBS 85448)

Mit Nena
- 1983: Alligator (CBS)
- 1985: Das alte Lied/Let’s Humanize(CBS)

Videoalbum mit Ulla Meinecke
- 2012: Live @ Rockpalast (DVD, beinhaltet den Auftritt vom 18. Juli 1981 in Köln, Sartory-Säle)